# Michael Larnell
Michael Larnell est un réalisateur, scénariste et producteur de cinéma américain.

## Filmographie

### Au cinéma

#### Comme acteur
- 2008 : Data Project
- 2010 : It Soothes My Soul
- 2015 : Cronies : Interviewer / Radio Présentateur

#### Comme réalisateur
- 2009 : For Your Safety
- 2010 : It Soothes My Soul
- 2012 : A Friends Place
- 2015 : Cronies
- 2017 : Roxanne Roxanne

#### Comme monteur
- 2009 : For Your Safety
- 2010 : It Soothes My Soul
- 2015 : Cronies

#### Comme producteur
- 2009 : For Your Safety
- 2010 : It Soothes My Soul
- 2012 : A Friends Place
- 2015 : Cronies

#### Comme ingénieur du son
- 2011 : Snapshot (court)

#### Comme scénariste
- 2009 : For Your Safety
- 2010 : It Soothes My Soul
- 2012 : A Friends Place
- 2015 : Cronies
- 2017 : Roxanne Roxanne

## Récompenses et distinctions

### Nominations
- Festival du film de Sundance 2015 : Prix du public Best of Next! pour Cronies
- Festival du film de Sundance 2017 : Grand prix du Jury (section dramatique) pour Roxanne Roxanne